# Többletmandátum
Többletmandátum olyan választási rendszerekben fordul elő, amelyek többségi vagy vegyes képviseleten alapulnak. Ha egy ilyen választási rendszerben egy párt több mandátumot szerez egyéni ágon (helyi választókerületekben), mint amennyire az eredménnyel arányos képviselet alapján jogosult lenne, akkor ennek a pártnak túlnyúló, avagy többletmandátumai lesznek. A többletmandátumokat általában úgy számolják, hogy az annyit jelent, amennyivel egy párt több mandátumot szerez, mint amennyire ténylegesen jogosult lenne arányos képviselet alapján azonos választási küszöb mellett[forrás?]. A többletmandátum angol elnevezése overhang seat és Németországban, ahol különös jelentősége van a választási rendszerben, Überhangmandat néven hivatkoznak rá.

## Definíció
A többletmandátumoknak különböző vegyes rendszerekben más lehet definíciója:
- A vegyes arányos képviseletben (MMP), mint amilyen a német és az új-zélandi parlamentek választási rendszerre, többletmandátumoknak azokat a mandátumokat hívják, amelyek a kompenzációs mandátumok kiosztása után is megmaradnak. Ezeknek a kompenzálására további, úgynevezett kiegyensúlyozó mandátumokat adnak hozzá a parlament létszámához, így biztosítva az arányosságra való korrekciót. Más rendszerekben, például  a Skót parlament választása során használt additional member system (AMS) esetében, ami a vegyes arányos képviselet egy változata a többletmandátumokat a pártok megtarthatják, de nem kompenzálják további mandátumokkal (így a rendszer bizonyos esetekben csak félarányos képviseletet nyújt). Volt olyan választási rendszer is (Romániában), amelyben egyéni mandátumokat csak olyan jelöltek vehettek át, akik kerületükben megszerezték a szavazatok több mint felét, így akadályozva meg a többletmandátumok keletkezését[forrás?].
- A magyar vegyes választási rendszerekben (országgyűlési és önkormányzati) a pártok nemcsak megtarthatják a túlnyúló mandátumaikat, hanem veszteskompenzáció és győzteskompenzáció révén (a töredékszavazatokon keresztül) még további többletmandátumokat is szerezhetnek az arányos ágon. Ezek a rendszerek csak részben arányosítanak, hasonlóan az árokrendszerhez, amiben szintén megtarthatják a többletmandátumokat a pártok, mellette pedig a listás mandátumokból arányosan (de nem kompenzációs módon) részesülnek, így szintén további többletmandátumokhoz juthatnak. Mind az árokrendszerre, mind a magyar töredékszavazat-visszaszámláló rendszerekre az is jellemző, hogy lehetséges, hogy egy párt önmagában az egyéni mandátumainak száma alapján még nem szerzett egy többletmandátumot se, azonban a listás mandátumok kiosztásával már többletmandátumokat is szerez.

## Többletmandátumok okai
A többletmandátumok keletkezését a következő körülmények segítik elő[forrás?]:   
- Sok a kisebb párt, amelyek együtt elég magas szavazati arányt tudnak szerezni, de közvetlen (egyéni) mandátumot alig szereznek. A magas küszöbök csökkenthetik a pártok tényleges számát.
- Egyéni mandátumok magas aránya: Ha a mandátumok több mint fele egyéni választókerületben születik, kétpártrendszerben is könnyen előfordulhatnak többletmandátumok.
- Homogén választói magatartás: A vezető párt ekkor szinte minden közvetlen mandátumot elnyerhet anélkül, hogy különösebben nagy előnyre lenne szüksége a többi párttal szemben. Mivel csak a választókerületek közötti szavazási magatartás a lényeges, a homogenitás a választókerületi elrendezéssel szabályozható. Homogén választói magatartás létezhet egy erős regionális pártnál is, amely csak a fellegváraiban versenyez.
- Alacsony összes mandátumszám. Ez csökkenti annak valószínűségét, hogy az ellentétes hatások kiegyenlítik egymást a választókerületek között. Ha a közvetlen mandátumok és a pártképviselet közötti kiegyenlítés nem országosan megy végbe, a megfelelő részterületekhez kiosztott mandátumok a döntőek. Az mandátumok kis száma a mandátumelosztási folyamat nagyobb matematikai pontatlansága miatt valamivel nagyobb eltérést tesz lehetővé.
- A mandátumok alacsony száma választókerületenként. A többmandátumos területi választókerületek kevésbé hajlamosak a többletmandátumok elősegítésére, mint az egyéni választókerületek, mert már belsőleg is garantálják az arányos képviseletet bizonyos mértékig.
- Egyenlőtlen méretű választókerületek, mivel a kisebb választókerületekben átlagosan kevesebb szavazatra van szükség a mandátumszerzéshez, mint a nagyobbakban. Ez különösen akkor jelent problémát, ha a kisebb választókerületek egységes választói magatartást tanúsítanak, például azért, mert kivándorlási területekről van szó, vagy egész régióknak szisztematikusan kisebb választókerületeket adnak (ami például könnyen megtörténhet, ha a regionális választókerületeket a választókerület meglévő alkörzeteibe osztják fel).
- Egyenlőtlen részvétel. Még az alacsony részvételi arányú választókerületekben is viszonylag kevés szavazat elég a mandátumszerzéshez. Ez gyakran együtt jár bizonyos pártok preferenciájával, majd megerősíti a többletmandátumra vonatkozó esélyeket. Ha a választókerületeket a népesség, nem pedig a szavazásra jogosultak számához igazítják, akkor a nem jogosultak (különösen a gyerekek és a külföldiek) nagy aránya egyenértékű a szavazójoggal rendelkezőkkel, így torzítja az arányosságot.
- Ha van kimondott fellegvára a kisebb pártoknak, ha egyes választókerületekben szűken meg tudják verni a nagyobb pártokat, például különösen népszerű jelöltek miatt, de listán alacsony támogatottsággal.
- A mandátumelosztási eljárások, amelyek hátrányosak vagy nem részesítik előnyben azokat a feleket, amelyek hajlamosak a többletmandátumokat szerzésére. A D'Hondt-módszer például csökkenti annak esélyét, hogy a nagyobb pártok formálisan (arányos rendszerrel összehasonlítva) többletmandátumot szerezzenek, mivel egyébként is több mandátumot osztanak ki számukra alatta a nagypbb pártoknak.

Kétszavazatos választójogi törvény esetén, ahol a választó a megválasztott közvetlen jelölttől eltérő pártra szavazhat, az ilyen szavazatmegosztás előidézhet a többletmandátumokat. Ennek a statisztikai egybeeséseken (kis számú szavazó mellett) kívül a következő oka is lehet: azok a választópolgárok, akik személyes szavazatukat (egyéni szavazatukat) egy esélyesebb egyéni jelöltekre adják, de pártszavazatukat egy kisebb pártra adják.
Olyan választási rendszerek, amelyek nem, vagy csak nem kellően kompenzálják a többletmandátumokat, és így lehetőséget adnak a választóknak arra, hogy taktikai szavazással többletmandátumot provokálva növeljék szavazati súlyukat. Ahol a választójog nem akadályozza meg, ott „függetlenként” vagy kamupárton keresztül is indíthatnak pártok közvetlen jelölteket, ezzel kijátszva kompenzációt.

## Példák

### Példa a 2018-as magyar országgyűlési választás eredményei alapján
A választáson egyéni választókerületekben és országos listáról lehetett mandátumokat szerezni, országos listáról azonban csak az a párt szerezhet mandátumot, amely a listás szavazatok több, mint 5%-át szerezte (választási küszöb). Országos nemzetiségi listáról kedvezményes kvótával lehetett a legelső listás mandátumhoz hozzájutni. A választás eredményei a mandátumot szerzett pártok és képviselők szerint a következő volt:
| Párt/lista neve | Párt/lista neve                                      | Szavazatok száma | Mandátumok száma | Mandátumok száma | Mandátumok száma | Szavazatok aránya (%) | Szavazatok aránya (%)                        | Mandátumok aránya (%) | Mandátumarány és szavazatarány különbsége (%) |
| Párt/lista neve | Párt/lista neve                                      | országos lista   | Egyéni           | Listás           | Összesen         | országos lista        | csak a küszöb feletti országos listák között | Mandátumok aránya (%) | Mandátumarány és szavazatarány különbsége (%) |
| --------------- | ---------------------------------------------------- | ---------------- | ---------------- | ---------------- | ---------------- | --------------------- | -------------------------------------------- | --------------------- | --------------------------------------------- |
|                 | FIDESZ-KDNP                                          | 2 824 206        | 91               | 42               | 133              | 49,27                 | 52,53                                        | 68,8                  | +16,27                                        |
|                 | Jobbik                                               | 1 092 669        | 1                | 25               | 26               | 19,06                 | 20,32                                        | 13,1                  | -7,2                                          |
|                 | MSZP-Párbeszéd                                       | 682 602          | 8                | 12               | 20               | 11,91                 | 12,70                                        | 10,1                  | -2,7                                          |
|                 | LMP                                                  | 404 425          | 1                | 7                | 8                | 7,06                  | 7,52                                         | 4,5                   | -3,0                                          |
|                 | DK                                                   | 308 068          | 3                | 6                | 9                | 5,37                  | 5,53                                         | 4,5                   | -1,0                                          |
|                 | Együtt                                               | 37 561           | 1                |                  | 1                | 0,66                  | 0,7                                          | 0,5                   | -0,2                                          |
|                 | Független                                            |                  | 1                |                  | 1                |                       |                                              | 0,5                   |                                               |
|                 | MNOÖ                                                 | 26 477           | -                | 1                | 1                | 0,46                  | 0,49                                         | 0,5                   | +0,01                                         |
|                 | Elveszett szavazatok (küszöb alatti listák összesen) | ?                |                  |                  |                  | ?                     |                                              |                       |                                               |
|                 | Összesen                                             |                  | 106              | 93               | 199              | 100                   | 100                                          | 100                   |                                               |

Azt, hogy az aránytalanság mennyi többletmandámot (és mennyi negatív mandátumot) jelentett az egyes pártoknak, egy arányos rendszerhez képest lehet megállapítani.
Mivel a magyar választási rendszer vegyes típusú, így a 2018-as választás eredményeit egy vegyes arányos választási rendszer eredményeihez lehet hasonlítani, mint amilyen a német választási rendszer (nem pedig egy csak pártlistás arányos módszerhez). Ebben a pártok és független jelöltek megtarthatják az egyéni ágon szerzett mandátumaikat, azonban a listás mandátumokat úgy osztják ki, hogy az eredmény egésze arányos legyen. A magyar választási rendszer 5%-os küszöbét, és kedvezményes nemzeti kvótáját alkalmazva megállapítható, hogy arányosan mennyi mandátumra lennének jogosultak a pártok, nemzetiségek és függetlenek, ha a rendszer arányos lenne. Ehhez képest amennyivel egy párt több mandátumot szerzett, az többletmandátum, amennyi pedig hiányzik, az negatív mandátum.
| Párt/lista neve | Párt/lista neve | Szavazatok száma | Szavazatok aránya (%) | Szavazatok aránya (%)                        | Arányos eredmény (D'Hondt-módszer) | 2018-as valós eredmény | Többletmandátumok | Többletmandátumok                          |
| Párt/lista neve | Párt/lista neve | országos lista   | országos lista        | csak a küszöb feletti országos listák között | Arányos eredmény (D'Hondt-módszer) | 2018-as valós eredmény | Többletmandátumok | Többletmandátumok miatt hiányzó mandátumok |
| --------------- | --------------- | ---------------- | --------------------- | -------------------------------------------- | ---------------------------------- | ---------------------- | ----------------- | ------------------------------------------ |
|                 | FIDESZ-KDNP     | 2 824 206        | 49,27                 | 52,53                                        | 105                                | 133                    | 28                |                                            |
|                 | Jobbik          | 1 092 669        | 19,06                 | 20,32                                        | 40                                 | 26                     |                   | 14                                         |
|                 | MSZP-Párbeszéd  | 682 602          | 11,91                 | 12,70                                        | 25                                 | 20                     |                   | 5                                          |
|                 | LMP             | 404 425          | 7,06                  | 7,52                                         | 15                                 | 8                      |                   | 7                                          |
|                 | DK              | 308 068          | 5,37                  | 5,53                                         | 11                                 | 9                      |                   | 2                                          |
|                 | Együtt          | 37 561           | 0,66                  | 0,7                                          | 1                                  | 1                      | 0                 |                                            |
|                 | Független       | -                | -                     | -                                            | 1                                  | 1                      | 0                 |                                            |
|                 | MNOÖ            | 26 477           | 0,46                  | 0,49                                         | 1                                  | 1                      | 0                 |                                            |
|                 | Összesen        |                  | 100                   | 100                                          | 199                                | 199                    | 28                | 28                                         |

|  |  |  |
|  |  |  |

#### A győzteskompenzáció és a többletmandátumok közötti összefüggések
A magyar választási rendszer egyik részét, az úgynevezett győzteskompenzációt számos bírálat érte. A győzteskompenzáció intézménye az egyéni ágon győztes jelöltekre leadott szavazatok egy részét (a többletszavazatokat) is töredékszavazatnak nyilvánítja, így azok is beleszámítanak a listás ágon a mandátumelosztásba. Ez a 2018-as választáson a Fidesz-KDNP közös listájának 5 mandátumot, jelentett. Így ezen a választáson nem mind a 28 többletmandátumot a győzteskompenzáció okozta, de ezen a választáson ez kompenzáció arányosító erejét csökkentette.

#### Többletmandátumok egyéni és listás ágról
A 2018-as választáson az egyéni ágról önmagában még nem származott többletmandátum, ugyanis az egyéni ágon szerzett mandátumok (91) száma a Fidesz-KNDP esetében kevesebb volt, mint amennyire a 199 összes mandátumból arányos rendszer alatt jogosult lenne (105). Ebben az esetben a különbözetet az arányosság elve szerinti kompenzáció (ebbe beleértve a győzteseknek járó kompenzációt is) elve is indokolja, a 42 listás mandátumból így 14 volt indokolt kompenzáció és 28 volt többletmandátum, így minden többletmandátum a listás ágról származott.
Az ezt megelőző, 2014-es választáson azonban a Fidesz-KDNP 96 mandátumot szerzett egyéni választókerületekből, azonban 44,87%-os listás eredménye (5% feletti pártok között 46.74%) egy arányos rendszerben (D'Hondt-módszerrel) csak 93 mandátumot szerezhetett volna. Ez azt jelenti, hogy ezen a választáson már az egyéni ágról is származott 3 többletmandátum, ezen felül minden további listás mandátum (37) szintén többletmandátumnak számít – ezen a választáson a Fidesz-KNDP összesen 40 többletmandátumot szerzett. A 3 egyéni ágról szerzett többletmandátumot által okozott aránytalanságot a magyar rendszerben rendelkezésre álló 93 többletmandátummal matematikai lehetetlenség lett volna megszüntetni. Egyéni ágról származó többletmandátumokat a német vegyes arányos rendszer további, úgynevezett kiegyensúlyozó mandátumokkal kompenzál, amelyet a következő példa mutat be.

## Fordítás
Ez a szócikk részben vagy egészben  az   Überhangmandat című német Wikipédia-szócikk fordításán alapul.  Az eredeti cikk szerkesztőit annak laptörténete sorolja fel. Ez a jelzés csupán a megfogalmazás eredetét és a szerzői jogokat jelzi, nem szolgál a cikkben szereplő információk forrásmegjelöléseként.